# Vickers Vanox
Vickers Vanox là một loại máy bay ném bom hai tầng cánh của Anh, được thiết kế cho Không quân Hoàng gia.

## Tính năng kỹ chiến thuật (Type 150)
Dữ liệu lấy từ The British Bomber since 1914 
Đặc điểm tổng quát
- Kíp lái: 4
- Chiều dài: 60 ft 6 in (18,45 m)
- Sải cánh: 76 ft 6 in (23,32 m)
- Chiều cao: 19 ft 3 in (5,87 m)
- Diện tích cánh: 1.367 ft² (127 m²)
- Kết cấu dạng cánh: RAF 34 [2]
- Trọng lượng rỗng: 10.435 lb (4.743 kg)
- Trọng lượng có tải: 15.400 lb [3] (7.000 kg)
- Trọng lượng cất cánh tối đa: 16.170 lb (7.350 kg)
- Động cơ: 2 × Rolls Royce F.XIV kiểu động cơ piston V-12, 480 hp (358 kW)  mỗi chiếc

 Hiệu suất bay 
- Vận tốc cực đại: 125 mph (109 kn, 201 km/h)
- Tầm bay: 920 mi (800 nmi, 1,481 km)
- Trần bay: 23.000 ft [3] (7.000 m)
- Tải trên cánh: 11,3 lb/ft² (55,1 kg/m²)
- Công suất/trọng lượng: 0,062 hp/lb (0,10 kW/kg)
- Lên độ cao 6.500 ft (1.980 m): 19 phút 45 giây

Trang bị vũ khí

- Súng: 2 × súng máy Lewis .303 in (7,7 mm)
- Bom: Lên tới 2.200 lb (1.000 kg) bom